# Ingeniero Luiggi
Ingeniero Luiggi – miasto w Argentynie, w prowincji La Pampa, w departamencie Realicó.
Według danych szacunkowych na rok 2010 miejscowość liczyła 4 659 mieszkańców.